# Nyan Cat

냥캣

냥캣(영어: Nyan Cat)은 2011년 4월, 유튜브에 올라온 비디오로 일종의 인터넷 밈이 된 비디오를 말한다. 이 영상에서는 하츠네 미쿠의 팝송을 배경음악으로, 몸통이 팝 타르트로 되어있는 고양이가 우주를 날아다니며 무지개 잔상을 남기는 모습을 담고 있다. 이 영상은 2011년에 유튜브에 올라온 영상 중 조회 수 5위를 기록했다.

## 유래

### 노래
Nyan Cat의 배경음악은 움짤보다 먼저 나왔다. 2010년 7월 25일 니코니코 동화의 유저였던 'daniwell'이 "Nyanyanyanyanyanyanya!"라는 제목으로 해당 곡을 업로드했다. 이 노래는 음성 합성 프로그램인 VOCALOID의 하츠네 미쿠를 이용해 제작된 노래이다. 가사는 '냐,냔'라는 단어들로 이루어져 있는데 일본어로 고양이 울음소리를 흉내내는 의성어다. 가사를 '냐,냔'으로만 꾸민 이유에 대해서 daniwell은 작사 실력이 서투르기 때문이라고 밝혔다.
2011년 1월 30일에는 'もももも'라는 유저가 우타우 모모네 모모를 이용해 "Nyanyanyanyanyanyanya!"를 커버한 뒤 이를 업로드했다. 모모네 모모의 음원은 일본 도쿄 출신의 후지모토 모모코가 맡았다.

### 움짤
Nyan Cat의 GIF 애니메이션 움짤은 2011년 4월 2일 미국 텍사스 댈러스에 살던 25살 청년인 크리스토퍼 토레스가 제작해 'prguitarman'이란 닉네임으로 활동하던 자신의 웹사이트, 'LOL-Comics'에 올린 것이 시초이다. 토레스는 인터뷰에서 해당 움짤을 제작하게 된 계기를 다음과 같이 설명했다. "나는 그때 적십자 기부운동을 하고 있었고, 라이브스트림 비디오 채팅에서 그림을 그리던 중이었는데 두 사람이 각각 '팝타르트'와 '고양이'를 그려달라고 부탁했다." 그리고 그 둘을 섞어서 탄생한 것이 지금의 Nyan Cat이고, 그로부터 며칠 후에는 GIF 움짤까지 제작하게 되었다는 것이다.
Nyan Cat의 모델은 토레스가 기르던 고양이 '마티'로, 2012년 11월 고양이 복막염으로 병사했다.

### 유튜브 영상
이렇게 별개로 올라왔던 둘을 하나로 묶은 것은 어느 유튜브 영상이었다. 'saraj00n' (실명은 새라 준)이란 이름의 유튜브 유저가 토레스의 고양이 움짤을 넣고 "Nyanyanyanyanyanyanya!"의 모모모모 버전을 배경음악으로 깔은 영상을 만든 뒤 2011년 4월 5일 유튜브에 'Nyan Cat'이란 이름으로 업로드했다. 토레스가 홈페이지에 움짤을 게시한 지 불과 3일 만의 일이었다. 이 영상은 G4와 칼리지유머 등 영미권 웹사이트를 중심으로 화제가 되어 빠르게 퍼져나갔다. 이에 대해 크리스토퍼 토레스는 "원래 그 이름은 팝타르트 캣이었고 나는 계속해서 그렇게 부를 작정이었으나, 인터넷이 냥캣으로 부르겠다고 정했고 나는 그 같은 결정에 행복하다"라고 밝혔다.

## 인기
Nyan Cat 뮤직비디오는 2011년 4월에만 조회수 720만 뷰를 기록, 비즈니스 인사이더가 집계하는 바이럴 영상 10순위 중 9위에 등극하기도 했다. 2018년 6월 현재 유튜브 원본 영상의 조회수는 1억 9000만 뷰가 넘는다. 이 같은 인기에 힘입어 다양한 리믹스와 편곡, 패러디 영상이 쏟아져 나왔으며, 개중에는 원본 노래를 10시간 연속으로 반복해 듣는 영상도 있다. 또 벨소리, 배경화면, 어플리케이션으로도 등장했으며 후자의 경우 마이크로소프트 윈도우, 아이폰과 아이패드, 심비안, 안드로이드, 윈도우 폰으로도 출시되었다. 공식 라이선스 인증을 받은 XBOX 360용 게임인 《냥캣 어드벤처》가 출시되는가 하면, 2014년 1월에는 역시 공식 인증을 받은 가상화폐인 '냥코인' (Nyancoin)이 'nyanco.in'이란 도메인을 내걸고 출범되기도 하였다.
인기가 꼭 좋은 방향으로만 흐르지는 못했다. www.nyan.cat이라는 웹사이트에서는 팝타르트를 토스트로만 바꾼 채 Nyan Cat과 거의 비슷하게 그린 움짤을 올려두고 노래는 똑같은 것을 쓰고 있었다. 이 사실을 알게 된 토레스 측은 해당 웹사이트가 표절이라는 입장을 밝혔다. 2012년부터 이 웹사이트는 토레스가 운영하게 되었으며 움짤 역시 원조 고양이로 바뀌었다.

## 같이 보기
- 인터넷 밈 목록